# El Barrio de La Soledad
El Barrio de La Soledad è un comune del Messico, situato nello stato di Oaxaca.